# Porrons d'Abrera

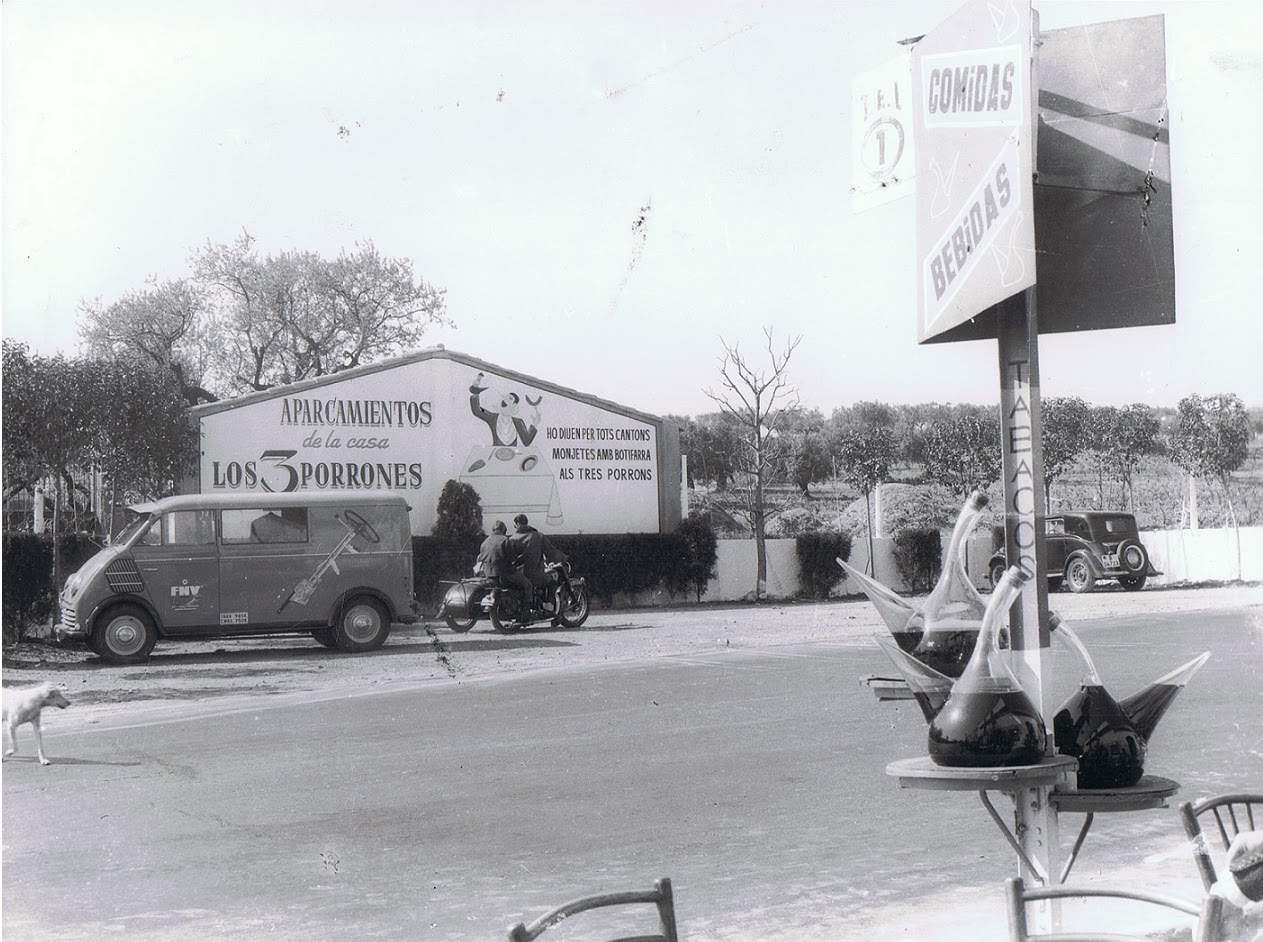
Restaurant Els 3 Porrons, c. 1960.

Els porrons d'Abrera són un antic reclam publicitari dels diversos hostals que havien funcionat al barri del Rebato, a Abrera (Baix Llobregat), des de mitjans del segle xix fins als primers anys del segle XXI.

## Història
El barri del Rebato s'havia començat a edificar a banda i banda del camí ral a partir del 1830, i el 1840 en Joan Juhera hi va obrir el primer establiment, a la porta del qual hi va posar un porró de grans dimensions a disposició, i sense haver de pagar, de tothom que el pogués aixecar amb una sola ma i beure'n el vi. Cap a l'any 1920, a Cal Ginesta van copiar la idea, però amb "Els Dos Porrons", provocació a la qual van respondre els Juhera posant dos porrons més: va ser el naixement de "Els Tres Porrons".
Al llarg del segle xx, va augmentar molt el trànsit de vehicles per la carretera i el Rebato era lloc de parada obligada entre Barcelona i Montserrat. Amb l'eslògan publicitari "Ho diuen per tots cantons: mongetes amb botifarra als Tres Porrons", es van fer molt populars a tot Catalunya la parada al Rebato i el fer-se la foto que demostraria a tothom la proesa d'haver alçat el porró i d'haver-ne begut. Precisament, els anys grisos de la postguerra van ser l'època daurada dels porrons. El barri es va acostumar no només als turistes, pelegrins i transportistes, sinó també a veure de prop personatges famosos, com ara el científic Alexander Fleming, que va repetir, l'actor Errol Flynn, el rei del Marroc Mohamed V i el seu fill Hassan, o els artistes Tete Montoliu, Peret, Manolo Escobar, Antonio Molina o Joan Manuel Serrat. L'any 1953, la família Simon va obrir el restaurant "Els Quatre Porrons" i aleshores el Rebato ja era conegut arreu de Catalunya com el barri dels Porrons. El noticiari NO-DO va divulgar un concurs d'aixecar porrons celebrat al Palau d'Esports de Barcelona organitzat per la família Juhera. La Guia de Catalunya de Josep Pla també en parla.
Tot i que "Els Dos Porrons" ja havia tancat molt abans, el veritable declivi dels porrons d'Abrera es va iniciar el 1970, amb l'obertura de la variant de la carretera N-II fora del Rebato. "Els Tres Porrons", que s'havia traslladat a la nova N-II, va plegar el 2002 després que la carretera es convertís en l'autovia A2 i se li negués qualsevol possibilitat d'accés dels vehicles que li passaven pel davant; poc després, el 2009, també tancà les portes "Els Quatre Porrons", el darrer establiment porronaire.

## Vigència actual
En record d'aquesta tradició, el 2014 s'instal·là l'escultura de ferro d'un porró dissenyada per Josep Sala a la rotonda existent a l'entrada del barri, que també és una de les entrades a la vila d'Abrera. Josep Sala també ha estat el creador dels diversos porrons que cada any s'han estat muntant i desmuntant per la festa major del Rebato durant les darreres dècades. D'alguna manera, els abrerencs tenen assumits els porrons com un símbol alternatiu de la vila, i això s'expressa en múltiples mostres de la creativitat local: el primer logotip que va tenir Ràdio Abrera el 1985, el nom de l'associació de veïns del Rebato, la sessió de música electrònica promoguda pel locutor de ràdio Andreu Presas anomenada "Porró Electrònic", el logo de la festa Pride pel respecte a la diversitat sexual, o el gegantó "Porronet" estrenat el 2018 com a acompanyant dels Gegants d'Abrera. La darrera reaparició dels porrons d'Abrera ha estat la Fira gastronòmica iniciada el 2018, i que els té per motiu i element central, fins al punt que en la seva inauguració s'ha tornat a fer un concurs d'aixecar el porró.
El 2020, els hereus del col·leccionista barceloní Àngel Torrens Solé van donar la seva col·lecció de porrons a l'Ajuntament d'Abrera perquè els pogués exposar al públic local i conservar-los com cal.